# Macintosh Plus

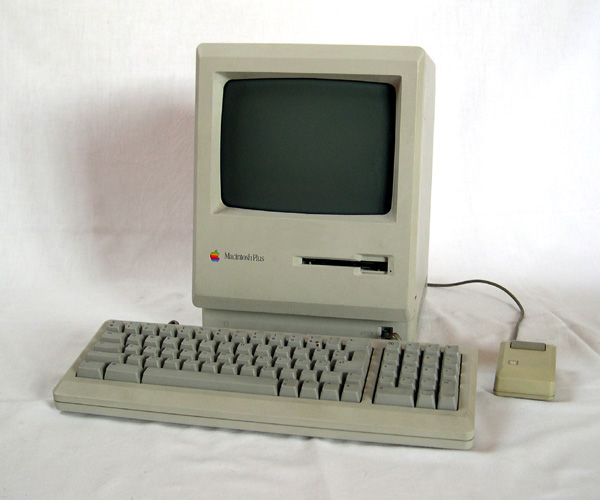

Macintosh Plus - stacjonarny komputer osobisty firmy Apple wprowadzony na rynek w 1986 r. i sprzedawany do 1990 r. (najdłużej ze wszystkich modeli komputerów osobistych Apple). Komputer ten był ulepszoną wersją Macintosha. Wyróżniał się większą pamięcią RAM (1 MB z możliwością rozbudowy do 4 MB), stacją dyskietek 800 kB oraz interfejsem SCSI.